# 第98回天皇賞
第98回天皇賞（だい98かいてんのうしょう）は、1988年10月30日に東京競馬場で施行された競馬の競走である。オグリキャップとタマモクロスの対決に注目が集められたが、タマモクロスが優勝し、史上初の天皇賞春秋連覇を達成した。

## レース施行前の状況
1988年1月に笠松競馬場から中央競馬へ移籍したオグリキャップは、すでに引退していたメジロラモーヌと並ぶ当時の中央競馬記録タイである重賞6連勝を達成した。オグリキャップはGI初勝利を目指して第98回天皇賞（秋）への出走を決定した。天皇賞（秋）は1938年以降禁止されていた4歳馬による出走が1987年より解禁されており、1937年のハツピーマイト以来となる51年ぶりの4歳馬による天皇賞制覇を目指すこととなった。
一方、天皇賞（春）、宝塚記念を含め7連勝中で古馬の頂点に立ったタマモクロスも、史上初となる天皇賞春秋連覇をかけて出走を決定した。
1番人気は毎日王冠を勝ったオグリキャップ。タマモクロスは2番人気となった。

### 競馬会の評価
本年無敗馬同士、世紀の「芦毛対決」とあって、オグリキャップとタマモクロスのどちらが勝利するかは競馬会でも大きな話題となっていた。サンケイスポーツによる直前の競馬関係者コメントでは、武豊、田原成貴、村本善之がタマモ派、岡部幸雄、野平祐二、境勝太郎がオグリ派として紹介されている。また、中村均は互角としたうえで「1800m以下ならオグリ、2000mを超える距離ならクロスとみるのが妥当だろうが、その境となる2000mの勝負。これはやってみなければ答えが出ない」と回答した。1952年に騎手として天皇賞を制した小林稔は、互角かつオグリキャップは外から追い出すスタイルを確立しているとしたうえで、「レースパターンが決まっていないタマモには、まだ引き出されていない面が隠されているような気がする」と予想した。
タマモクロスは息の長い強じんな末脚が評価されるものの、宝塚記念以来ぶっつけでの状態面と追い込み一手の脚質が懸念されており、一方のオグリキャップは毎日王冠を叩いて状態は万全、展開を問わないレースぶりについても高い評価を得ていた。ステップレースを使わないタマモクロスのローテーションを疑問視する声は少なくなく、管理する小原調教師に心労で円形脱毛症ができるほどであった。
- 武豊[5]

自分で手綱を取ったことがないので軽率なことはいえないけど、総合力はタマモクロスの方が上だと思う。ただ、今回に限っては宝塚記念以来レースに出ていないのが微妙に響くような気がします。どちらに乗ってみたいと問われれば、それはタマモクロスですね。乗り方が難しそうだし、それだけに注文が付くタイプ。乗り甲斐がある馬だからです。
- 田原成貴[5]

オグリキャップの毎日王冠での強さを見せつけられると、天皇賞も仕方がないという気はするね。確かに破るとすればタマモクロスしかいないだろう。クロスの良さは強じんな末脚にある。力を発揮できる状態であるならば直線の長い東京は、この馬にとってプラス・アルファとなって働くことは間違いない。騎手としてはクロスで、という気はしないでもない。
- 村本善之[5]

乗りやすいということでは、オグリキャップかもしれませんね。気性が素直そうで、どんなレースも出来そうに思えるからです。それでもタマモクロスの追われてからの息の長い末脚は驚異的。乗れるという仮定なら私はクロスに乗ってみたい気がします。
- 岡部幸雄[5]

どこからも行けるという点オグリキャップに魅力を感じる。どのようなレースにも対応できるのが本当に強い馬なんだ。
- 野平祐二[5]

そばでじっくり観察したことがないので軽率な判断は出来ませんが、こと好き嫌いでどちらかを選べといったらオグリキャップですね。馬体がしなやかで、いかにもバネがありそうです。タマモクロスにしてもあまり見ばえしないのにあれだけ強いということは、それ相応にいいところがあるわけで、察するに、内臓、とりわけ心臓が群を抜いていいのでしょう。いずれにせよ、総合点でオグリキャップに素晴らしさを感じますね。
- 境勝太郎[5]

脚質を見るとタマモは追い込み一手で展開に注文がつくし、夏を函館で調整しながら毎日王冠を使わなかったのが気になる。その点、オグリはどこからでも行ける脚質であり、一度叩いたのも好材料だ。

### 生産者のコメント
名馬を作るために財産をなげうち夢の代償として牧場を手放すことになったタマモクロスの生産者・錦野は札幌にてテレビ観戦、笠松競馬場用の馬づくりを進め「うちはズッと赤字がありません」と胸を張るオグリキャップの生産者・稲葉は現地観戦と、牧場の経営方針と同様に当日の応援スタイルも対照的となった。なお、このとき錦野は転職して土建業についていた。
- 錦野昌章[3]

あの馬のおかげで、また家族が一緒に住めると思うと、それだけで胸がいっぱいになります。
勝敗はもうこだわりません。ファンを沸かせてくれる競馬をしてくれれば…。もちろん無事にレースを終えてくれるのが一番です。
- 稲葉裕治[3]

どうしてここまで凄い馬が出来たのかと聞かれても、明確な理由なんて分かりません。
友だちと横断幕をつくっちゃいました。"V7 白い怪物"と書いてパドックにくくりつけるつもりです。二歳時に牧場をたって以来2年も会っていないんです。あったら牧場時代の名前、ハツラツって呼んでみたいですね。

## 出走馬
天気：晴、馬場状態：良
※施行条件については天皇賞も参照。
出走頭数：13頭
| 人気 | 枠番 | 馬番 | 競走馬名           | 性齢 | 騎手       | 調教師     |
| ---- | ---- | ---- | ------------------ | ---- | ---------- | ---------- |
| 1    | 1    | 1    | オグリキャップ     | 牡4  | 河内洋     | 瀬戸口勉   |
| 2    | 6    | 9    | タマモクロス       | 牡5  | 南井克巳   | 小原伊佐美 |
| 3    | 4    | 5    | ダイナアクトレス   | 牝6  | 岡部幸雄   | 矢野進     |
| 4    | 3    | 4    | ボールドノースマン | 牡5  | 柴田政人   | 二本柳俊夫 |
| 5    | 7    | 10   | シリウスシンボリ   | 牡7  | 加藤和宏   | 稗田研二   |
| 6    | 5    | 8    | マティリアル       | 牡5  | 東信二     | 田中和夫   |
| 7    | 3    | 3    | ランニングフリー   | 牡6  | 菅原泰夫   | 本郷一彦   |
| 8    | 7    | 11   | カイラスアモン     | 牡5  | 安田富男   | 松山吉三郎 |
| 9    | 8    | 12   | レジェンドテイオー | 牡6  | 郷原洋行   | 田村駿仁   |
| 10   | 4    | 6    | カシマキング       | 牡9  | 的場均     | 飯塚好次   |
| 11   | 8    | 13   | トウショウサミット | 牡7  | 柏崎正次   | 奥平真治   |
| 12   | 2    | 2    | パリスベンベ       | 牡7  | 中舘英二   | 加藤敬二   |
| 13   | 5    | 7    | ガルダン           | 牡8  | 大塚栄三郎 | 藤沢和雄   |
| 出典 |      |      |                    |      |            |            |

## レース結果

### レース展開
逃げ脚質のトウショウサミットが出遅れ、レジェンドテイオーが思い切った逃げに出てハナを切る形となった。2番手には追込脚質と思われていたタマモクロスが位置取り、場内を大きくどよめかせた。1番人気のオグリキャップは中団内側からタマモクロスらを見る形で追走した。1000mの通過ラップは59秒4と、2年前に1分58秒4の日本レコード勝ちを飾ったサクラユタカオーのときに先導役を務めたウインザーノットのそれを0秒5上回る緩みのないラップであった。
逃げるレジェンドテイオーと後続馬の差は4コーナー手前から徐々につまり、直線に入るとまもなくタマモクロスが先頭に立った。また、オグリキャップも外に持ち出してスパートを仕掛け、追走を開始した。タマモクロス鞍上の南井はオグリキャップが迫りかけてくると同時に鞭を飛ばし、残りの直線は2頭のマッチレースとなった。しかし、ゴール前残り100mに差し掛かるとオグリキャップが身をよじるようにして進路を内側へ変えた。態勢を立て直して追撃するものの余力はなく、タマモクロスが先頭でゴール、1馬身1/4遅れた2着にオグリキャップが入線した。3着にはレジェンドテイオーが逃げ粘るが、前の2頭からは3馬身の差がついていた。
ボールドノースマンはレース中に左前脚を骨折しており、シリウスシンボリもレースから3日後に左前脚の骨折が判明した。

### 結果（上位5頭のみ）
| 着順 | 枠番 | 馬番 | 競走馬名           | タイム | 着差     |
| ---- | ---- | ---- | ------------------ | ------ | -------- |
| 1    | 6    | 9    | タマモクロス       | 1.58.8 |          |
| 2    | 1    | 1    | オグリキャップ     | 1.59.0 | 1馬身1/4 |
| 3    | 8    | 12   | レジェンドテイオー | 1.59.5 | 3馬身    |
| 4    | 4    | 5    | ダイナアクトレス   | 1.59.6 | クビ     |
| 5    | 3    | 3    | ランニングフリー   | 1.59.8 | 1馬身1/4 |

- ラップ

12.6-11.2-11.9-11.7-12-12.3-11.9-12-11.7-11.5
12.6-23.8-35.7-47.4-59.4-71.7-83.6-95.6-107.3-118.8

### 払戻
| 単勝式   | 9   | 260円 |
| 複勝式   | 9   | 130円 |
| 複勝式   | 1   | 110円 |
| 複勝式   | 12  | 370円 |
| 連勝複式 | 1-6 | 240円 |

## 達成された記録
- タマモクロスは史上初の天皇賞春秋連覇を達成した[11]。また、重賞連勝記録もオグリキャップとメジロラモーヌが当時記録していた「6」に並んだ。古馬重賞のみでの6連勝は史上初であった。
- オグリキャップは中央競馬移籍後初の敗戦を喫した[11]。
- 南井は本レース優勝で進上金475万円を手にしたことにより年収1億円を上回った。これは前年の岡部に続く競馬界2人目の快挙となった[12]。
- 馬券の売り上げは当時の天皇賞レコードの166億4834万5400円となった[12]。

## エピソード
- タマモクロスが二番手につけたとき、小原調教師は引っかかり気味に先行してバテた新馬戦を思い浮かべ、思わず「アカン、こりゃバテる」と口にした[6]。
- スタート直後からの小原調教師の慌てぶりを見ていたオグリキャップを管理する瀬戸口調教師は、レース後には「どこがバテるんや」と小原師へ突っ込みを入れた[6]。
- タマモクロスは8月末から、オグリキャップもそのあとすぐから東京競馬場に滞在していた。これにより両調教師とも出張馬房に単身で泊まりこむこととなったため、2人は連れ立って寿司屋へ行くほどの仲となっていた[6]。
- 3番手でレースを進めていたカイラスアモンの安田富男は前を行くタマモクロスを見て「ひっかかるどころか、不思議に折り合っていい感じで行ってるんだ。つけいるスキなどありはしない」と、人馬の折り合いが抜群であったことを証言している[8]。
- タマモクロスに騎乗した南井克巳は、オグリキャップの位置を確認するために直線で二度三度振り返った[4][13]。レース後には「久しぶりの実戦でも手ごたえがよかった。追ったのはゴール前1ハロンだけ。これまでの騎手人生でタマモクロスは最高の馬ですよ」[4]「本当にいろいろと教えられました」[13]と、当馬に賛辞を贈った。
- オグリキャップに騎乗した河内洋は、「タマモクロスが先行しているのはわかった」としつつ「最後は向こうがバテると思った」ことと、オグリキャップに距離（をこなせるかどうか）の不安があったため早めに動けなかったとコメントした[14]。天皇賞直後の10月30日のインタビュー[15]では「自分としては悔いの残らない、ベストの騎乗だったと思っています」「自分も馬もパーフェクトなレースでした[注釈 1]」とも振り返った。
- 中央緒戦でオグリキャップを見て「これはたいへんな名馬だ」と断言した競馬カメラマンの久保吉輝は、本レースの感想として「オグリキャップが初めて本気で走ったのをみた」と語った[9]。
- 競馬評論家の大川慶次郎は芦毛2頭の戦いに、「タマモクロス、オグリキャップの争いは戦後では三指に入る名勝負だと思うし、まさにこれが"競馬”である。このような競馬がみられて私は嬉しくてならない」と、喜びの声を上げた[13]。タマモクロスに対しては「勝ちに行って勝つ。この馬の真価を初めてを見た気がする」という感想とともに、「強さだけで言うなら戦後でも5本の指に入る」と評した[16]。また、オグリキャップに対しても「負けはしたが、オグリキャップも実に強い馬だ」[16]「称賛されてしかるべき」[13]と称えた。